# Jormungand (manga)
Jormungand (ヨルムンガンド?) è un manga realizzato da Keitarō Takahashi e serializzato sulla rivista Monthly Sunday Gene-X dal 2006 al 2012. Dal manga è stata tratta una serie televisiva anime iniziata ad aprile 2012. Una seconda stagione dell'anime, intitolata Jormungand: Perfect Order ((ヨルムンガンド PERFECT ORDER?) è iniziata nel 2012.

## Trama
La serie segue Koko Hekmatyar, una giovane trafficante d'armi per conto della HCLI, una società che si occupa di spedizioni internazionali, segretamente coinvolta nel commercio delle armi. In quanto una dei commercianti di armi non ufficiali della società, Koko vende segretamente armi in molti paesi, evitando contemporaneamente gli enti locali e le forze dell'ordine in quanto la maggior parte del suo lavoro in realtà è illegale secondo il diritto internazionale. Viaggia con lei il suo team di guardie del corpo, in gran parte composto da ex-militari e reduci di guerra.
L'ultimo arrivato nella sua squadra è Jonah, un bambino soldato, apparentemente privo di emozioni, incredibilmente abile in combattimento ma che ironicamente odia i trafficanti d'armi e le armi. Jonah infatti si è unito a Koko nella speranza di trovare il trafficante d'armi che ha ucciso la sua famiglia e avere la propria vendetta.

## Personaggi
Koko Hekmatyar
Doppiato da Marina Inoue (Drama CD), Shizuka Itō (anime)
Jonah (Johnathan Mar)
Doppiato da Mie Sonozaki (Drama CD), Mutsumi Tamura (anime).

### Guardie del corpo di Koko
Lehm
Doppiato da Unshō Ishizuka
Sophia Valmet
Doppiato da Ayumi Fujimura (Drama CD), Sayaka Ōhara (anime)
Mao
Doppiato da Hidenori Takahashi (Drama CD), Go Shinomiya (anime)
R
Doppiato da Tomoyuki Higuchi (Drama CD), Katsuyuki Konishi (anime)
Ugo
Doppiato da Yūki Ono (Drama CD), Kiyoshi Katsunuma (anime)
Lutz
Doppiato da Takuya Eguchi (Drama CD), Wataru Hatano (anime)
Tojo
Doppiato da Kazuyuki Okitsu (Drama CD), Hitoshi Yanai (anime)
Wiley
Doppiato da Kazuhisa Tanaka (Drama CD), Kenji Nomura (anime)

### HCLI Corporation
Floyd Hekmatyar
Kasper Hekmatyar
Chiquita

### CCAT
Curry
Doppiato da Katsuhisa Hōki
Mildo
Doppiato da Ayumi Tsunematsu
Lu
Doppiato da Manabu Sakamaki

### CIA
Scarecrow
Doppiato da Yūki Ono (Drama CD)
Schokolade

### Taishinhai Company
Mr. Chan
Karen Lo

## Media

### Manga
Il manga Jormungand è stato scritto ed illustrato da Keitarō Takahashi ed è stato serializzato nella rivista della Shogakukan Monthly Sunday Gene-X dal 2006 al 2012. La serie è stata raccolta in undici volumi tankōbon. Il manga è stato pubblicato in America Settentrionale dalla VIZ Media.
In Italia, i primi 7 numeri dell'opera sono stati pubblicati (tra il 2012 e il 2016) da GP manga, per poi essere conclusa da J-Pop.

### Anime

Logo della serie

Un adattamento animato dalla White Fox e prodotto dalla Geneon è stato annunciato sul decimo volume del manga. La serie è iniziata in Giappone il 10 aprile 2012 ed è trasmessa da Tokyo MX, tvk, KBS, AT-X, BS11, TVA e SUN. La serie è inoltre trasmessa online in streaming da Showtime, NicoNico, Bandai Channel e GyaO. Una seconda stagione della serie inizierà ad ottobre 2012.

#### Episodi
| Nº | Giapponese 「Kanji」 - Rōmaji                                               | In onda        | In onda |
| Nº | Giapponese 「Kanji」 - Rōmaji                                               | Giapponese     |         |
| 1  | 「ガンメタル・キャリコロード」 - Gan metaru kyarikorōdo                     | 10 aprile 2012 |         |
| 2  | 「PULSAR」 - PULSAR                                                         | 17 aprile 2012 |         |
| 3  | 「ムジカ・エクス・マキーナ phase.1」 - Mujika ekusu makīna phase.1          | 24 aprile 2012 |         |
| 4  | 「ムジカ・エクス・マキーナ phase.2」 - Mujika ekusu makīna phase.2          | 1º maggio 2012 |         |
| 5  | 「Vein」 - Vein                                                             | 8 maggio 2012  |         |
| 6  | 「African Golden Butterflies phase.1」 - African Golden Butterflies phase.1 | 15 maggio 2012 |         |
| 7  | 「African Golden Butterflies phase.2」 - African Golden Butterflies phase.2 | 22 maggio 2012 |         |
| 8  | 「モンド・グロッソ」 - Mondo gurosso                                        | 29 maggio 2012 |         |
| 9  | 「Dragon Shooter phase.1」 - Dragon Shooter phase.1                         | 5 giugno 2012  |         |
| 10 | 「Dragon Shooter phase.2」 - Dragon Shooter phase.2                         | 12 giugno 2012 |         |
| 11 | 「滅びの丘 phase.1」 - Horobi no oka phase.1                                | 19 giugno 2012 |         |
| 12 | 「滅びの丘 phase.2」 - Horobi no oka phase.2                                | 26 giugno 2012 |         |

#### Colonna sonora
Sigla di apertura
- Borderland, musica di Tomoyuki Nakazawa, testi di Mami Kawada, cantata da Mami Kawada[7]

Sigla di chiusura
- Ambivalentidea, musica di bermei.inazawa, testi di Nagi Yanagi, cantata da Nagi Yanagi

### CD Drama
Una serie di sei CD drama è stata pubblicata prima dell'inizio dell'anime, e con doppiatori diversi rispetto a quelli poi scelti per la versione animata. Soltanto Unshō Ishizuka ha doppiato il personaggio di Lehm while in entrambi gli adattamenti della serie.